# Centro di traduzione degli organismi dell'Unione europea
Il Centro di traduzione degli organismi dell'Unione europea (CDT) è un'agenzia dell'Unione europea. Istituito nel 1994, il centro ha sede a Lussemburgo. Il centro, che è autofinanziato, è stato costituito per venire incontro alle necessità di traduzione delle altre agenzie dell'Unione europea. Dietro accordi volontari di cooperazione fornisce anche servizi alle istituzioni dell'UE ed agli altri organismi che hanno propri servizi di traduzione.